# Luca Cordero di Montezemolo

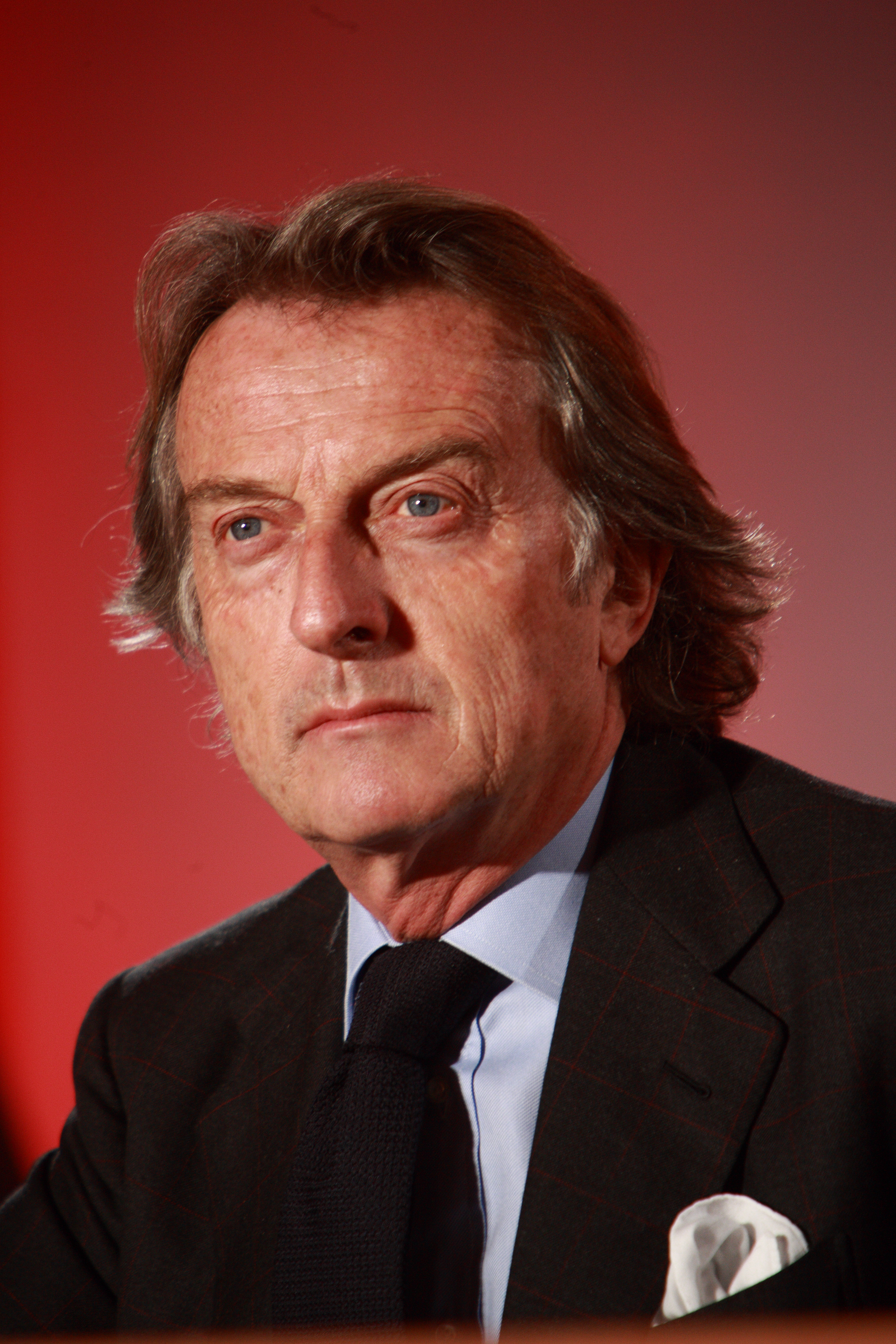
Luca Cordero di Montezemolo

Luca Cordero di Montezemolo (ur. 31 sierpnia 1947 w Bolonii) – włoski menedżer.
Były Prezydent Ferrari S.p.A. (od 1991) której był również pełnomocnym administratorem (do września 2006), prezydent FIAT S.p.A. (od 2004), Międzynarodowego Targu w Bolonii, Luiss (wł. Libera Università Internazionale degli Studi Sociali – Wolnego Międzynarodowego Uniwersytetu Nauk Socjalnych) oraz spółki włoskich linii kolejowych NTV (wł. Nuovo Trasporto Viaggiatori); zarządca spółki kapitałowej dziennika La Stampa, francuskiej spółki PPR SA (Pinault/Printemps Redoute), Tod’s, Indesit Company, Campari, były prezydent Maserati (od 1997 do 2005). Bierze udział w zarządzie i komisji Assonime. Jest członkiem International Advisory Board Citi Inc. Ufundował Charme, przedsiębiorczy fundusz finansowy, dzięki temu w 2003 roku zakupił Poltrona Frau SpA, firmę zajmującą się wyposażeniem wnętrz, której jest również członkiem rady nadzorczej, oraz w 2004, Ballantyne, międzynarodowej marki produkcji kaszmiru, do której dołączyły również marki takie jak Cappellini, Thonet i Gufram.
W przeszłości wykonał zlecenia prezydenta FIEG (Federazione Italiana Editori Giornali) i przemysłu w prowincji Modeny, zarządcy spółki Unicredit, TF1, dyrektora generalnego RCS Video, Cinzano International oraz Itedi.
Był prezydentem Confindustrii od 25 maja 2004 do 13 marca 2008.
Jest prezydentem Telethonu od 20 czerwca 2009 roku, również jego nominacja na zarządcę administracji przypada na 7 lipca tego samego roku.

## Życiorys
Jest synem Massimo Cordero dei marchesi di Montezemolo (1920–2009) i Clotilde Neri (1922), siostrzeniec neurologa Vincenzo Neri. Luca di Montezemolo należy do antycznej rodziny z Piemontu, która przez pokolenia służyła dynastii Sabaudzkiej. Kolejnym, znanym reprezentantem tej samej rodziny jest kardynał Andrea Cordero Lanza di Montezemolo.

### Nauka i sportowa pasja
W młodym wieku wstępuje do uczelni marynarki wojennej im. Francesco Morsini w Wenecji, jednak bez ukończenia trzyletnich studiów, kończąc jedynie naukę w liceum katolickim im. Massimiliano Massimo w Rzymie. Kończy studia na wydziale Prawa na uniwersytecie „La Sapienza” w Rzymie w 1971 roku, a następnie uczęszcza na niektóre zajęcia z Prawa Międzynarodowego na Columbia University w Nowym Jorku.
Według biura rejestrów Columbia University, w przeciwieństwie do błędnie rozprzestrzenianych informacji w internecie, nigdy nie zapisał się na uczelnię, ani nie uzyskał tytułu magistra w Columbia University Law School.
Rozpoczyna swoją karierę zawodową pracując w biurze prawniczym Chiomenti w Rzymie i w biurze Bergreen & Bergreen w Nowym Jorku.
Wraz z przyjacielem Cristiano Rattazzi, bierze udział w wielu wyścigach na włoskich torach wyścigowych, będąc na pokładzie Fiat 500 Giannini w kolorze czerwieni koralowej. Oprócz tego jest zapisane jego przystąpienie do wyścigu Marathon de la Route w Nürburgring w sierpniu 1969 roku, na pokładzie samochodu FIAT 125 S seryjnej produkcji.
Przygodę międzynarodowych wyścigów rozpoczyna u boku Pino Ceccato, poza już wspomnianym Cristiano Rattazzi, jako kierowca samochodów FIAT 124 S i 125 S; przedstawiając się w dobrym świetle, został przywołany przez Cesare Fiorio jako oficjalny kierowca rajdowy Lancii we współpracy z Daniele Audetto.
Pierwszym wyścigiem rajdowym obu kierowców był Rally d’Italia w San Remo na pokładzie Lancii Fulvia 1600 HF; następnie przystępując również do wyścigów na wyspie Elba, wyścigów „999 minut” i Rally del Medio Adriatico.

### Pierwsze kontakty z Ferrari
Kontakt z Enzo Ferrari rozpoczął się wówczas, gdy młody Luca, będąc gościem transmisji radiowej, odparł ciężki atak ze strony jednego ze słuchaczy, który uważał, że ryzyko jest zbyteczne w sporcie takim jak wyścigi samochodowe.
W 1973 wstępuje do Ferrari jako asystent Enzo Ferrari i był odpowiedzialny za stajnię wyścigową Ferrari. Pod jego zarządem Ferrari powraca dominując w wyścigach Formuły 1 zdobywając tytuł mistrzostw świata konstruktorów Formuły 1 przez trzy lata z rzędu, od 1975 do 1977 roku, oraz dwa tytuły mistrza świata w Formule 1 wraz z Niki Laudą w latach 1975 i 1977, niewiele brakowało aby zdobyć również tytuł w 1976 roku. Od jedenastu lat zespół Ferrari nie osiągał takich nagród.

### Doświadczenia międzynarodowe
Pozostawia Ferrari w 1977 roku i staje się odpowiedzialnym za stosunki międzynarodowe firmy FIAT. Wykonywał to zadanie aż do 1981 roku. Następnie dzięki kolejnym znajomościom zostaje powołany na dyrektora generalnego Itedi, organizacji typu holding która zarządza dziennikiem La Stampa oraz innymi działalnościami Fiat Group w sektorze wydawniczym.
Od 1984 do 1986 roku jest dyrektorem generalnym Cinzano International, spółki Exor – Instituto Finanziario Industriale (IFI), i jest odpowiedzialny za zorganizowanie przystąpienia do regat o America’s Cup zespołu Azzurra Challenge. Dzięki aktywności żeglarskiej Montezemolo ma zaszczyt podniesienia wizerunku Cinzano, jednak ta zasługa uległa przeszkodzie za sprawą błędnego wyboru przedsiębiorczego młodego Cordero di Montezemolo. W konsekwencji nie wyprodukowano wystarczającej ilości towaru, aby zaspokoić ilość zleceń, dlatego też Cinzano tylko w nieznacznym stopniu podnosi wizerunek własnej marki. Przy okazji przejścia do Cinzano, Cesare Romiti oświadcza na łamach dziennika La Repubblica w 1985 roku: „W firmie Fiat, znaleźliśmy wiele osób, które domagały się pieniędzy, aby przedstawić kogoś dla Adwokata. Jednego z nich wsadziliśmy do więzienia, drugiego wysłaliśmy do Cinzano” na co Montezemolo się zgodził: „To prawda, że popełniłem błąd. Aby wzmocnić kontakt z Gianni Agnelli pozwoliłem sobie wydać osiemdziesiąt milionów na skrzynkę z pustą księgą Enzo Biagi”. Za przyznanie się do winy nie został nigdy osądzony.

## Nagrody
W 1997 otrzymał Trofeum Lorenzo Bandiniego.